# Chaetodon miliaris
El Chaetodon miliares, o pez mariposa de Millet, es una especie de pez mariposa del género Chaetodon, que habita en Hawái y otras islas del Pacífico.
Estos peces son muy sociables. Se movilizan muy ordenadamente en cardúmenes, desplazándose de un arrecife de coral a otro. Se alimentan de zooplancton e invertebrados marinos.